# ベニアミーノ・ヴィニョラ
- ベニアミーノ・ヴィニョーラ

ベニアミーノ・ヴィニョラ（Beniamino Vignola、1959年6月12日 - ）は、イタリア出身の元サッカー選手。ポジションはミッドフィールダー。

## 経歴
エラス・ヴェローナでプロのキャリアを始め、ジャンニ・リベラと比較される期待の若手選手であった。アヴェッリーノを経て、1983年にユヴェントスに加入。当初は控えであったが、次第に出場機会を増やし、1983-84シーズンのUEFAカップウィナーズカップ決勝のFCポルト戦では先発、1ゴールを挙げただけでなく、ボニエクの得点をアシストするなど優勝に貢献した。1984-85シーズンのチャンピオンズカップ決勝では僅かながら出場機会を得て、優勝の瞬間をピッチで迎えた。このシーズンもリーグ戦27試合で起用されたが、翌1985-86シーズンはレンタルでエラス・ヴェローナでプレー、1986-87シーズン、ユヴェントスに複帰、2シーズンしたが、出場機会は限られたものとなった。1991年に僅か32歳で現役を引退した。
イタリア五輪代表として1984年のロサンゼルスオリンピックに参加、5試合に出場(準々決勝のチリ戦、3位決定戦のユーゴスラヴィア戦で得点を挙げた)、4位に入った。